# Sony Xperia Z2
Sony Xperia Z2 — смартфон компании Sony Mobile, выпущенный в линейке "Z" под брендом Xperia. Старт продаж — 25 марта 2014 (только Тайвань), 12 мая 2014 — Россия. Модель имеет сертификаты пылезащищённости (IP5X) и влагозащищённости (IPX5/IPX8). То есть, устройство допускает незначительное проникновение пыли, не влияющее на работоспособность, а, также, защищено от струй низкоагрессивных жидкостей и выдерживает кратковременное (до 30 минут) погружение в пресную воду на глубину до 1,5 м.

## Технические особенности
Корпус Sony Xperia Z2 неразборный — все разъемы и слоты выведены наружу и спрятаны за заглушками. Лицевая и задняя панели устройства защищены стеклом с олеофобным покрытием. На передней панели смартфона присутствует два стереодинамика. В стандартную комплектацию телефона входит гарнитура MDR-NC31EM с функцией цифрового подавления шума. Модуль камеры способен снимать 4K-видео, осуществлять замедленную съемку в высоком качестве. Порт USB и слот для SIM-карты закрываются одной общей заглушкой. Разъем для наушников без заглушки. Sony Xperia Z2 работает на Android 6.0.1 (изначально 4.4.2.) с использованием обновленной оболочки Xperia Home. Заявленное производителем время работы в режиме разговора — 19 часов, в режиме ожидания — 740 часов и в режиме прослушивания музыки — 110 часов. Аппарат выпускается в трех цветовых вариантах: белый, чёрный и фиолетовый.